# Eparchie Tartu
Eparchie Tartu je eparchie Estonské apoštolské pravoslavné církve.

## Historie
Roku 1570 vznikla eparchie jurjevská Ruské pravoslavné církve. Sídlila ve městě Jurjev (dnes Tartu) a byla zrušena roku 1582 po porážce Ruska v Livonské válce.
Dne 21. října 2008 byla rozhodnutím Svatého synodu Konstantinopolského patriarchátu zřízena eparchie tartuská.